# Богомол-крошка
Богомол-крошка (лат. Armene pusilla) — вид богомолов из семейства Gonypetidae. Распространён в Афганистане, Таджикистане, Монголии, Туркестане, Казахстане и Туркменистане. В России встречается в Астраханской и Волгоградской области. Вид включён в Красную книгу Челябинской области, однако в ходе мониторинга территории, проведённого в 2005—2007 годах, богомол-крошка обнаружен не был.